# Década de 690
Séculos: (Século VI - Século VII - Século VIII)
Décadas: 640 650 660 670 680 - 690 - 700 710 720 730 740
Anos: 690 - 691 - 692 - 693 - 694 - 695 - 696 - 697 - 698 - 699